# アンドリアノフ諸島
アンドリアノフ諸島（アンドリアノフしょとう、英:Andreanof Islands、アレウト語:Niiĝuĝin tanangis）は、アリューシャン列島の一部でラット諸島とフォックス諸島の間にあるアメリカ領の諸島である。北緯52度、西経172度57から179度09分付近に位置する。

## 地理
約275マイル(440 km)に渡って延びる諸島で、全ての島（デラロフ諸島を含む）の総面積は1,515.349平方マイル（3,924.737 km2）にも及ぶ。アメリカ合衆国の2000年国勢調査では大半がアダック島のアダックに住み、総人口は412人であった。デラロフ諸島がアンドリアノフ諸島の西端の島を構成する。また、アリューシャン列島は環太平洋造山帯の一部に含まれているため、地震が度々発生する地震多発地域である。

### 島嶼
西から東へ、ガレロイ島 、タナガ島、カナガ島、アダック島、カガラスカ島 、グレート・スキン島 、アトカ島、アムリア島、セグアム島の島々がある。

### 気候
霧に覆われることが多く、また常に吹いている風の影響で木は生えていない。

## 歴史
- 1761年に最初にこの諸島を探検したロシア人のアンドレアン・トルスキーにちなんでこの名がつけられた。
- 第二次世界大戦中には、いくつかの島にアメリカ軍の基地があった。アダック島の基地は1995年まで存続した。